# Sarobela litterata
Sarobela litterata là một loài bướm đêm trong họ Erebidae.